# Jügelhaus
Das Jügelhaus ist ein neobarockes Gebäude auf dem Campus Bockenheim in Frankfurt am Main. Das Gebäude wurde für die Akademie für Sozial- und Handelswissenschaften 1906 vom Architekten Ludwig Neher errichtet. Nach der Universitätsgründung 1914 wurde es bis 2012 als Hauptgebäude der Goethe-Universität Frankfurt bezeichnet. Nach Zerstörungen im Zweiten Weltkrieg wurde es von Ferdinand Kramer umgebaut. Heute befindet es sich als Forschungsgebäude im Besitz der Senckenberg Gesellschaft für Naturforschung und wurde von 2014 bis 2018 saniert.

## Geschichte

### Bau durch die Akademie für Sozial- und Handelswissenschaften

V. l. n. r.: Haus des Physikalischen Vereins mit Observatorium, Senckenberg Museum, Senckenberg-Bibliothek (dahinter das Jügelhaus)

Den Auftrag einen Entwurf für das Gebäude zu zeichnen erhielt Ludwig Neher im Februar des Jahres 1904 von der Akademie für Sozial- und Handelswissenschaften. Das Gebäude sollte der Akademie als Verwaltungs- und Hörsaalgebäude dienen. Im Spätsommer dieses Jahres begannen die Bauarbeiten, bis 1907 waren sie abgeschlossen. Eingeweiht wurde es am 21. Oktober 1906, eine Eröffnungsrede hielt Oberbürgermeister Franz Adickes. Der Name Jügelhaus bezieht sich auf den Stifter Carl Christian Jügel, der ein Vermögen von zwei Millionen Mark hinterließ. Die Baukosten betrugen 1.096.000 Mark, die Möbel kosteten noch einmal 50.000 Mark.
Das Gebäude spiegelte das Gebäude des Physikalischen Vereins. Im Innenraum befanden sich zehn Hörsäle mit bis zu 250 Plätzen, verschiedene Sitzungs- und Lesesäle und eine Aula mit 600 Sitzplätzen. Außerdem waren Seminar-, Aufenthalts- und Sprechräume im Gebäude untergebracht. Bildhauer der Verzierungen und Statuen waren unter anderem Augusto Varnesi und Franz Krüger. Im östlichen Teil des Gebäudes an der Straßenecke war die Senckenberg-Bibliothek mit 40.000 Bänden untergebracht.

### Baugestaltung

Jügelhaus um 1907

Bereits in der Architektursprache erhob das Gebäude den Anspruch Universitätsbau zu sein. Den dreigliedrigen Baukörper dominiert der viergeschossige Mittelrisalit aus Mainsandstein. Einer zweigeschossigen Rustikazone folgen zwei als Beletage ausgestaltete Obergeschosse mit reichem Bauschmuck. Hinter den Rundbogenfenstern liegt die Aula, rückwärtig das Audimax. Neben lateinischen Inschriften heben sich aus dem Bauschmuck drei goldene Medaillons hervor, die Profile der drei deutschen Gelehrten Immanuel Kant, Johann Wolfgang Goethe und Wilhelm von Humboldt zeigen. Ein Staffelgeschoss beherbergte die lichtdurchflutete Zentralbibliothek und schloss mit einer Attika samt weiterer Dachterrasse ab. Ein Gurtgesims über der Rustikazone fasst Risalit und fünfgeschossige Nebenflügel zusammen. Ihre höhere Geschosszahl wird durch vertikale Zusammenfassung der Fensterachsen gemildert. Sie schließen mit schiefergedecktem Mansardgeschoss ab. Im Erdgeschoss befand sich ursprünglich ein schmaler neobarocker Eingang mit geschwungener Freitreppe. Die Portalfiguren bildeten die Allegorien der Wissenschaft und der schönen Künste. Als Ausdruck großbürgerlichen Emanzipationsstrebens gegenüber der preußischen Obrigkeit krönte eine Wappenkartusche mit Frankfurter Adler das Portal. Im Eingang erinnerten Bronzereliefs an die Stifter.

Plan (EG), 1907

Querschnitt, 1907

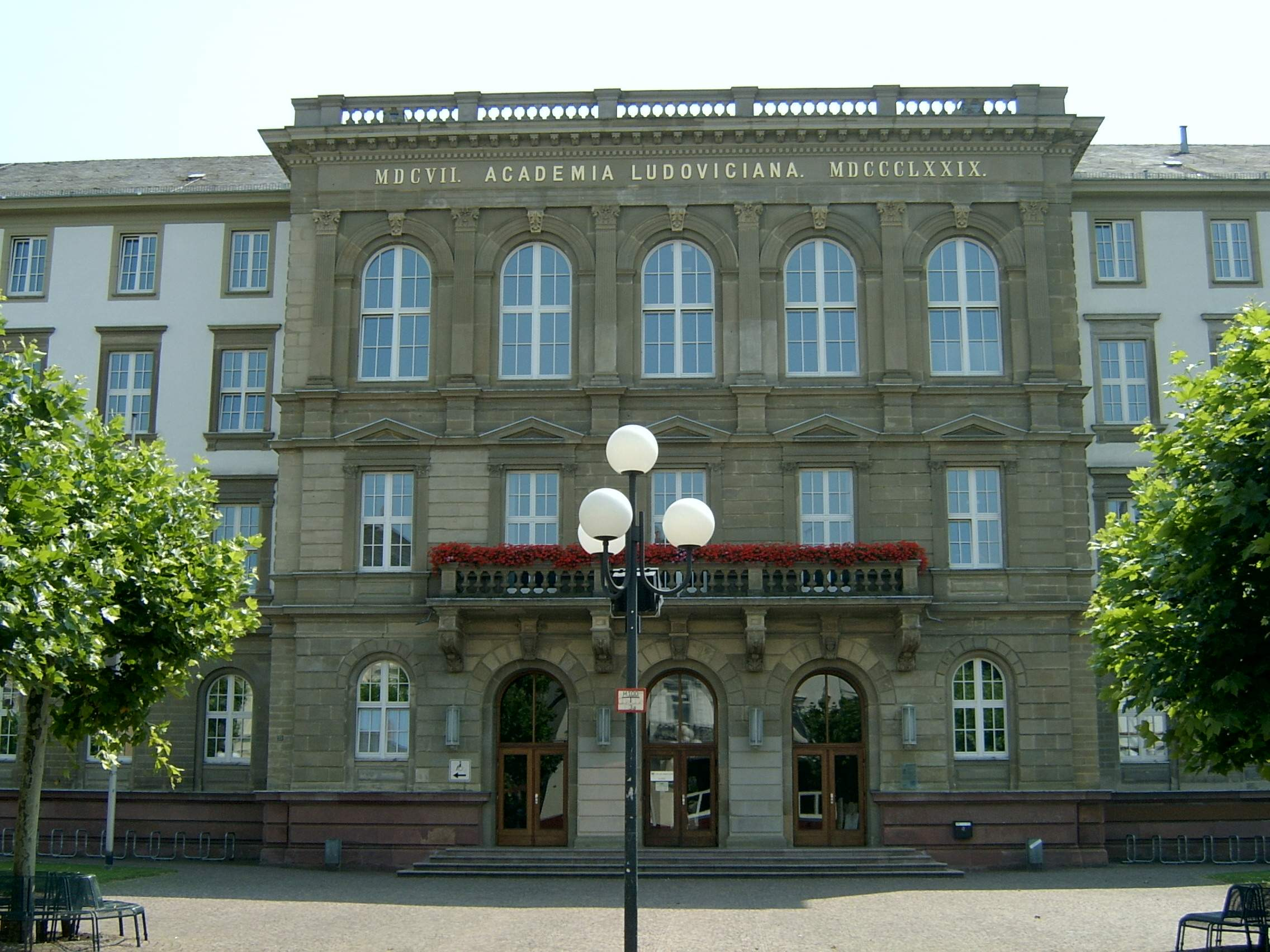
Vorbild im Umland: Hauptgebäude der Gießener Universität

Auf kleinem T-förmigen Grundriss brachte Ludwig Neher den akademischen Mindestbedarf auf kurzen Wegen so monumental wie möglich unter. Statt durchgängiger Zentralhalle konzipierte Neher Wandelhallen als effizientere Wegkreuze, in deren Einsprünge zehn Hörsäle gefasst waren, einschließlich innovativer Kleidungsablagen davor und eines Erfrischungsraums im EG. In Anlehnung an Zentralhallen waren EG und 1. OG durch eine Öffnung verbunden. Die Seitenflügel beherbergten Institute und Verwaltung. Im Hinblick auf die Zukunft kritisierte der Bund deutscher Architekten 1913 die geringe Größe und mangelnde Erweiterungsmöglichkeiten, sowie die dennoch schlechte Personenzirkulation, verstärkt durch ein sehr enges Hauptportal. Mit affirmativem Konservatismus suchte man universitären Traditionsmangel durch Übernahmen von Baugliederung und Raumprogramm von anderen Hochschulbauten und der Palastarchitektur auszugleichen, etwa durch Anlehnung des Staffelgeschosses an das Mannheimer Schloss, während sich zum Aulagebäude in Gießen (1880) allgemeine Bezugnahmen feststellen lassen, auch wenn man in Frankfurt mäßig modernisierte Formen des Neobarock bevorzugte.

### Übernahme durch die Stiftungsuniversität
Das Kollegiengebäude repräsentierte die Akademie und später die Universität pars pro toto nach außen, obgleich zur Gründung der Stiftungsuniversität Frankfurt schon bald ein Erweiterungsbau nach Plänen Nehers ergänzt werden musste. 1914 ging die Akademie für Sozial- und Handelswissenschaften in der neuen Universität auf. Das angebaute Gebäude kostete 800.000 Mark. Im Gebäude wurden fortan unter anderem die juristische, philosophische, Teile der naturwissenschaftlichen sowie die sozial- und wirtschaftswissenschaftliche Fakultät untergebracht.

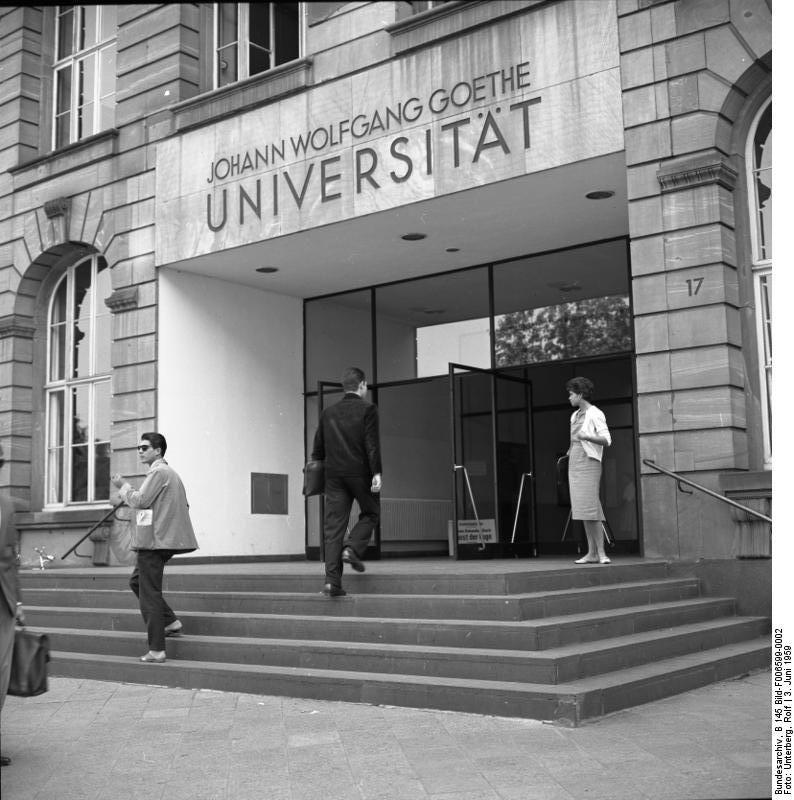
Neuer Eingang von Ferdinand Kramer 1959

Bereits 1913 merkte der Bund der Architekten an, das Gebäude sei nicht geeignet für seine Benutzung, so sei etwa der Eingangsbereich zu eng. 1953 gestaltete der Architekt Ferdinand Kramer das Gebäude neu. Der Eingangsbereich wurde verbreitert, Aufzüge eingebaut und einige Innenwände verschoben. Da Kramer historischen Zierrat, Statuen und Figuren entfernte, wurde der Umbau vielfach kritisiert und Kramer als „Barbar“ bezeichnet. Im Krieg mäßig beschädigt, diente die Aula des Jügelhauses zunächst öffentlichen Ereignissen, wie der Amtseinführung Walter Kolbs. Sie wurde zunächst in vereinfachter Form wiederhergestellt, in den frühen 1980er Jahren jedoch, bis auf die kleinen Kronleuchter, vollständig rekonstruiert.

### Anbau und Nutzungen
Die Nutzung und architektonische Einbindung des Jügelhauses nach dem Zweiten Weltkrieg hängt mit der Erweiterung des Campus Bockenheim stark zusammen. Baulich wesentlich verändernd war der westliche Anbau eines Hörsaalgebäudes in den 1960er Jahren, so dass der Gebäudekomplex bis zur Gräfstraße verlängert wurde. Das Jügelhaus wurde seither im Wesentlichen durch den Fachbereich Wirtschaftswissenschaft mit Dekanat, Prüfungsamt und Fachbereichsbibliothek genutzt. Ebenso waren deren Lehrstühle, Seminarräume und Verwaltungsräume dort untergebracht. Entgegen der landläufigen Meinung befand sich dort nicht die Universitätsleitung und Verwaltung, die damals schon in einem Teil des Jurdicums an der Senckenberg Straße auf dem Campus Bockenheim angesiedelt war. Ebenso war dort einen Imbiss des Studierendenwerke ab ca. 1998.
In der Aula des Jügelhauses fanden sowohl universitätsinterne und -externe Veranstaltungen statt; zu nennen sind z. B. für die Universität Sitzungen des Senats oder Konvents und für andere die Meisterfeiern der Handwerkskammer.
In der Öffentlichkeit prägend war während der Studentenbewegung, dass am 30. Mai 1968 der Schriftzug über dem Eingang in Karl-Marx-Universität von den Studenten geändert wurde.

### Übernahme durch die Senckenberg Gesellschaft für Naturforschung
Seit 2012 gehört das Jügelhaus der Senckenberg Gesellschaft für Naturforschung, die es von 2014 bis 2018 sanierte. Architekt ist Peter Kulka, der gleichzeitig die Umbauarbeiten im Gebäude des Physikalischen Vereins leitet. Das Jügelhaus beherbergt heute das geologische Zentrallabor, die Zentralbibliothek der Gesellschaft sowie ein Tagungszentrum.
Bei den Umbauarbeiten wurden die Merkmale der verschiedenen baugeschichtlichen Epochen beibehalten. So blieben etwa die historischen Böden, aber auch die Umbauten durch Ferdinand Kramer erhalten. Die Baukosten in Höhe von 116 Millionen Euro wurden mit 70 Millionen vom Bund und mit 46 Millionen vom Land getragen.

## Galerie

Postkarte des Jügelhauses von 1907
Die Aula des Jügelhauses 1907
Bibliothek 1907
Wandelhalle 1907
Audimax 1907
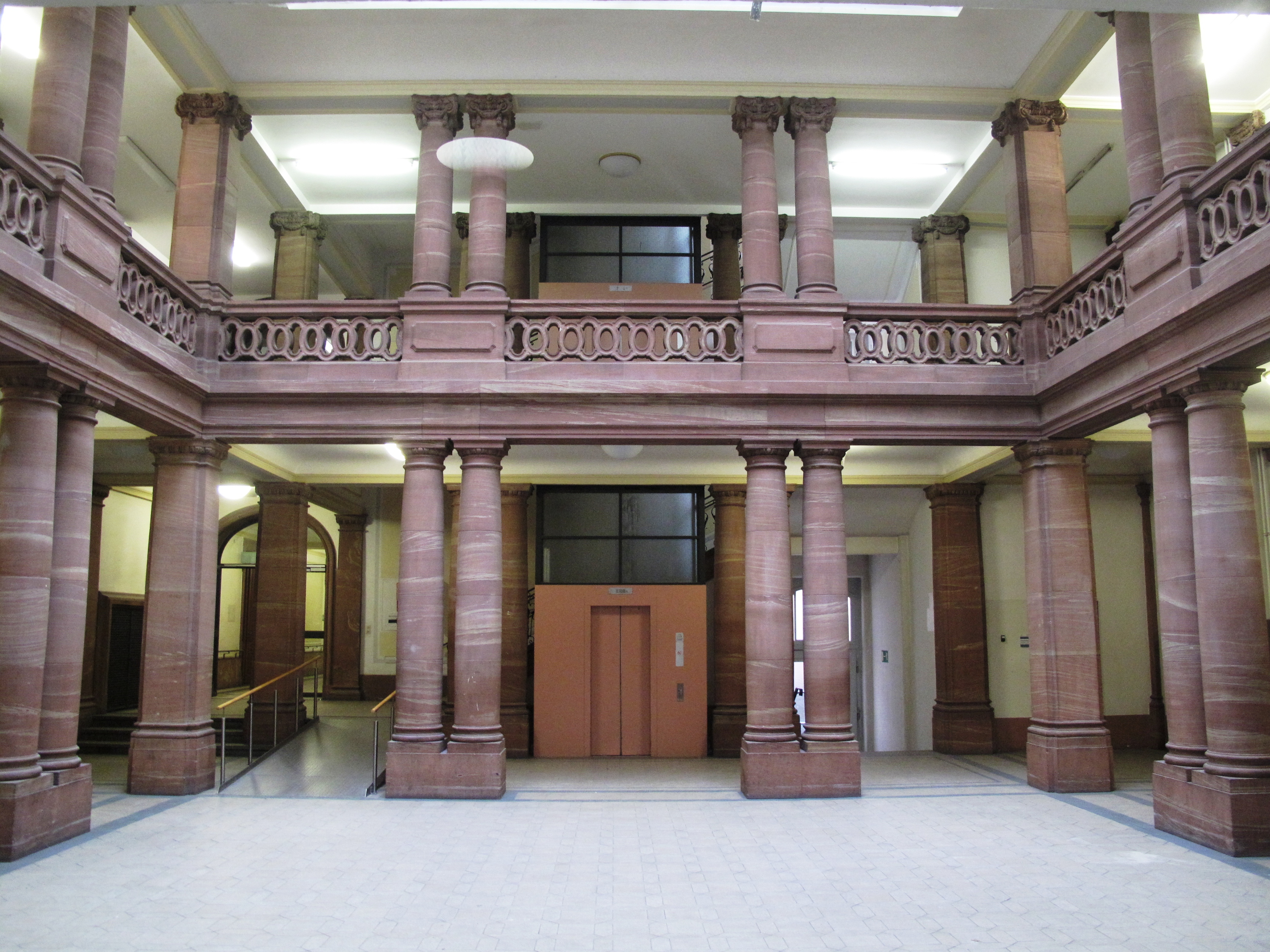
Eingangsbereich des Erweiterungsbaus 2014